# Polepy (ort i Tjeckien, Ústí nad Labem)
Polepy är en ort i Tjeckien.   Den ligger i regionen Ústí nad Labem, i den nordvästra delen av landet, 50 km norr om huvudstaden Prag. Polepy ligger 160 meter över havet och antalet invånare är 1 178.
Terrängen runt Polepy är huvudsakligen platt, men norrut är den kuperad.Runt Polepy är det ganska tätbefolkat, med 104 invånare per kvadratkilometer. Närmaste större samhälle är Roudnice nad Labem, 8,9 km söder om Polepy. Trakten runt Polepy består till största delen av jordbruksmark.